# Guldbröstad sparv
Guldbröstad sparv (Emberiza flaviventris) är en afrikansk fågel i familjen fältsparvar inom ordningen tättingar.

## Fältkännetecken

### Utseende
Guldbröstad sparv är en 15-16 cm lång distinkt fältsparv, med svartvitt tecknat huvud samt gult på flankerna och nedre delen av buken. Hanen har vit hjässa, svarta hjässband, vitt ögonbrynsstreck och svartkantade vita örontäckare. Undersidan är orangegul, mot strupen gul och nedre delen av buken vit. Ovansidan är kastanjefärgad med grå övergump. De brunare vingarna har två tydliga vita vingband. Könen är lika, men honan kan ha beige ton på huvudet och brunare hjässband, medan ryggen kan ha mörka streck. Ungfågeln är mattare och blekare än honan.

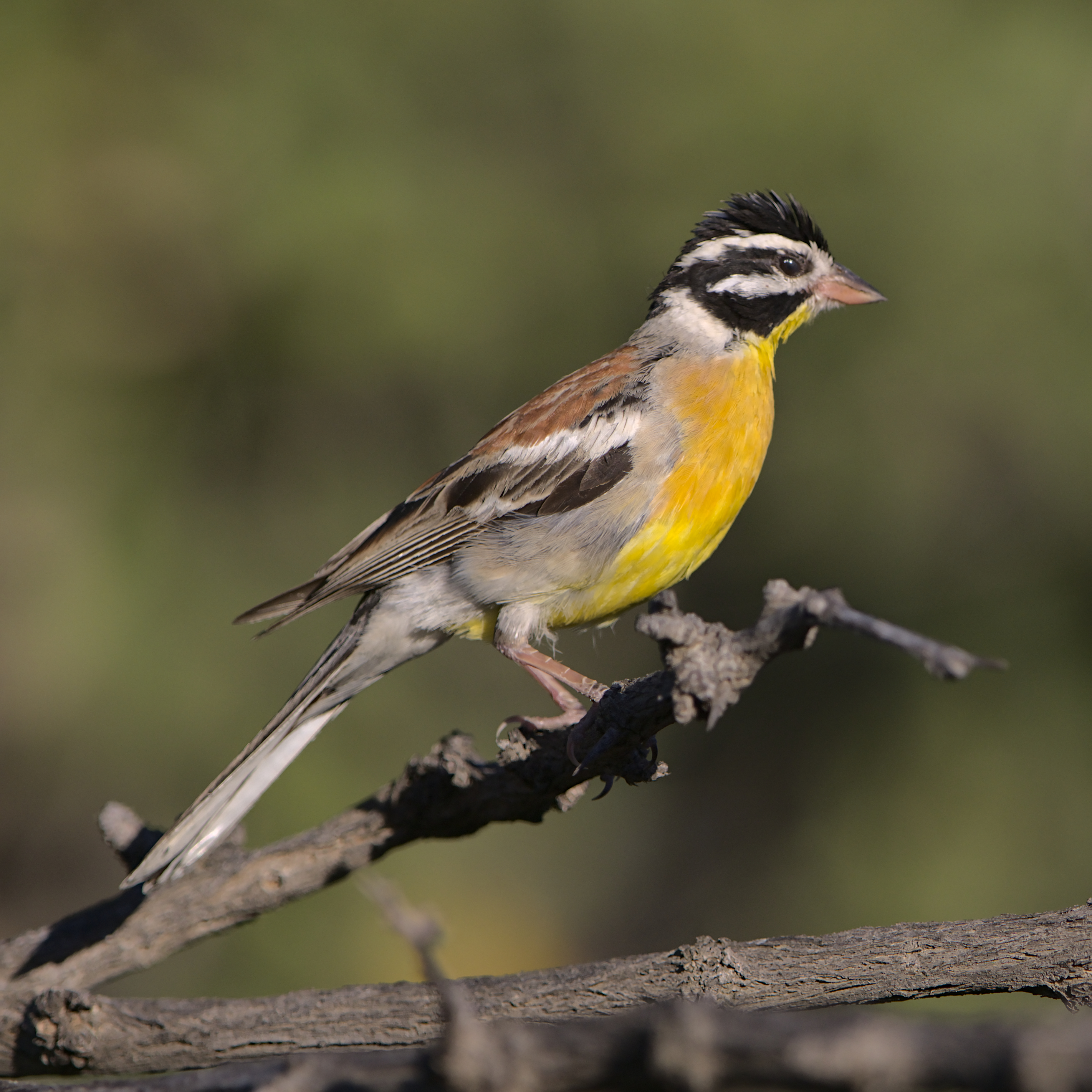

### Läte
Lätet är ett nasalt, stigande "zzhrr". Sången är varierande, men inkluderar ett weechee weechee weechee-

## Utbredning och systematik
Guldbröstad sparv delas in i fyra underarter med följande utbredning:
- Emberiza flaviventris flavigaster – förekommer i södra kanten av Sahara från Mauretanien till Eritrea
- Emberiza flaviventris kalaharica – förekommer i södra Sydsudan samt centrala och sydöstra Angola söderut till nordöstra Namibia, Botswana, Moçambique och norra Sydafrika
- Emberiza flaviventris flaviventris – förekommer från södra och östra Kapprovinsen till KwaZulu-Natal
- Emberiza flaviventris princeps – förekommer från norra och nordvästra Namibia till sydvästra Angola

Underarten kalaharica inkluderas ibland i nominatformen.

### Släktestillhörighet
Den placeras traditionellt i släktet Emberiza, men vissa taxonomiska auktoriteter har nu delat upp Emberiza i flera mindre släkten. Guldbröstad sparv och övriga afrikanska fältsparvar bryts ut till släktet Fringillaria.

## Levnadssätt
Guldbröstad sparv hittas i olika typer av öppna skogslandskap, med underarten flavigaster i akaciastäpp och savann, och övriga underarter i mer varierat öppet landskap, inklusive trädgårdar. Den är inte flocklevande och ses oftast ensam, i par eller i endast små grupper. Fågeln födosöker på marken efter frön, insekter och spindlar. Arten är mestadels stannfågel, även om lokala rörelser finns. 

### Häckning
Fågeln bygger ett rätt slarvigt skålformat bo lågt i en buske eller i sly. De två till tre äggen är glansigt och svartstreckigt vita eller gräddfärgade. De ruvas i tolv till 13 dagar och ungarna är flygga efter ytterligare 16-17 dagar.

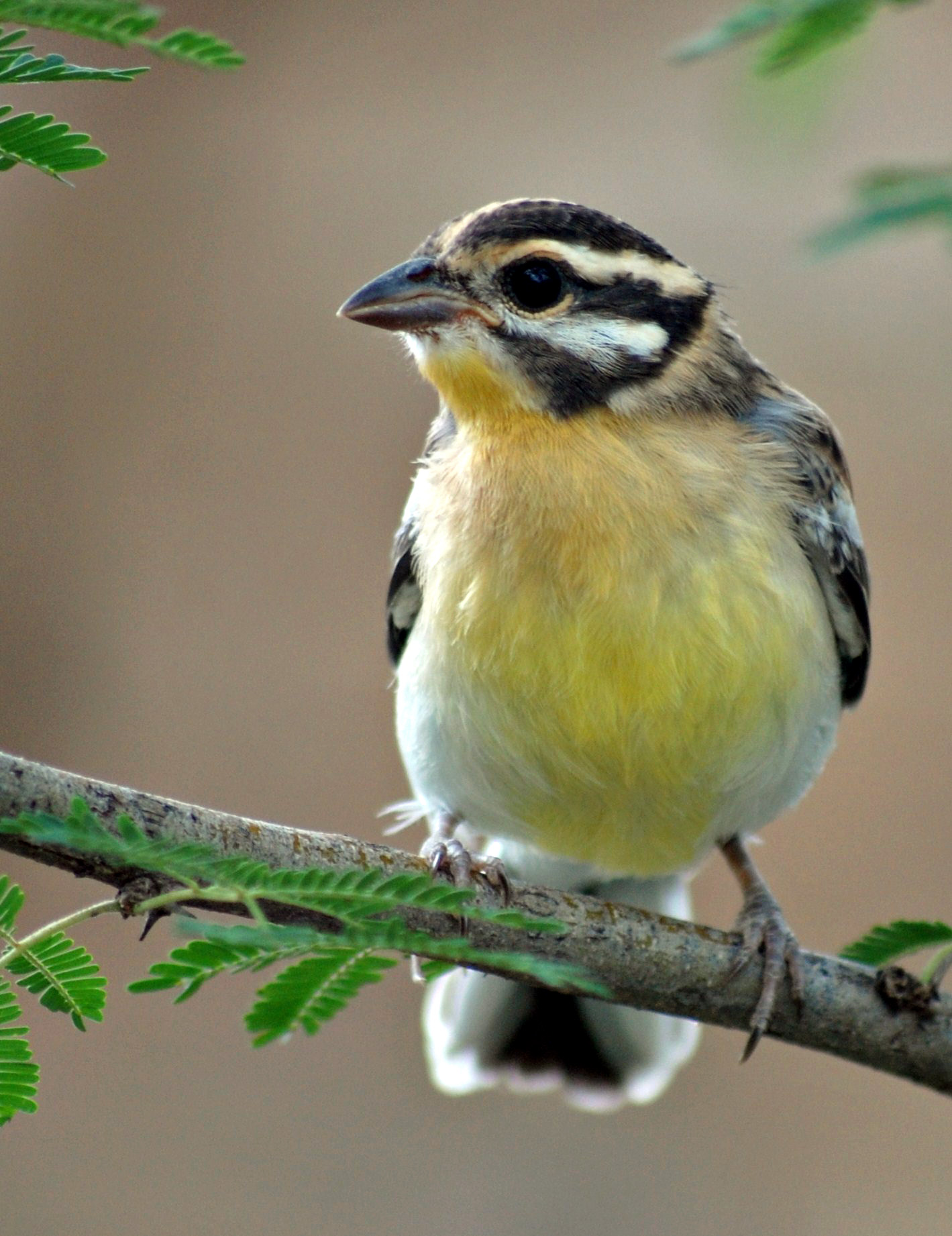
Ungfågel in Namibia.

## Status och hot
Arten har ett stort utbredningsområde och en stor population med stabil utveckling och tros inte vara utsatt för något substantiellt hot. Utifrån dessa kriterier kategoriserar internationella naturvårdsunionen IUCN arten som livskraftig (LC). Världspopulationen har inte uppskattats men den beskrivs som aldrig särskilt vanlig, trots att det är en av de mest spridda afrikanska fältsparvarna.